# Bélgica-Brasil em futebol
Histórico dos confrontos entre Bélgica e Brasil no futebol:

## Masculino

### Seleção principal
| № | Data                  | Local                                        | Jogo             | Resultado | Competição                 |
| - | --------------------- | -------------------------------------------- | ---------------- | --------- | -------------------------- |
| 1 | 24 de abril de 1963   | Estádio de Heysel, Bruxelas (Bélgica)        | Bélgica – Brasil | 5 – 1     | Partida amistosa           |
| 2 | 2 de junho de 1965    | Estádio do Maracanã, Rio de Janeiro (Brasil) | Brasil – Bélgica | 5 – 0     | Partida amistosa           |
| 3 | 12 de outubro de 1988 | Bosuilstadion, Antuérpia (Bélgica)           | Bélgica – Brasil | 1 – 2     | Partida amistosa           |
| 4 | 17 de junho de 2002   | Estádio Kobe Wing, Kobe (Japão)              | Brasil – Bélgica | 2 – 0     | Copa do Mundo FIFA de 2002 |
| 5 | 6 de julho de 2018    | Arena Kazan, Cazã (Rússia)                   | Brasil – Bélgica | 1 – 2     | Copa do Mundo FIFA de 2018 |

#### Estatísticas
Última partida: 6 de julho de 2018
| Competição         | Jogos | Vitórias da Bélgica | Empates | Vitórias do Brasil | Gols da Bélgica | Gols do Brasil |
| ------------------ | ----- | ------------------- | ------- | ------------------ | --------------- | -------------- |
| Copa do Mundo FIFA | 2     | 1                   | 0       | 1                  | 2               | 3              |
| Partida amistosa   | 3     | 1                   | 0       | 2                  | 6               | 8              |
| Total              | 5     | 2                   | 0       | 3                  | 8               | 11             |

### Seleção olímpica/Sub-23
Essas foram as partidas entre as seleções olímpicas masculinas:
| № | Data                 | Local                                          | Jogo             | Resultado | Competição                       |
| - | -------------------- | ---------------------------------------------- | ---------------- | --------- | -------------------------------- |
| 1 | 7 de agosto de 2008  | Estádio Olímpico de Shenyang, Shenyang (China) | Brasil – Bélgica | 1 – 0     | Jogos Olímpicos de Verão de 2008 |
| 2 | 22 de agosto de 2008 | Estádio de Shanghai, Xangai (China)            | Bélgica – Brasil | 0 – 3     | Jogos Olímpicos de Verão de 2008 |